# Alexandrovskaïa (Raïon de Pouchkine)
Alexandrovskaïa  (en russe : Александровская) est un village du raïon de Pouchkine (autrefois Tsarskoïe Selo) sous la juridiction de la ville fédérale de Saint-Pétersbourg. Sa population s'élevait à 1 184 habitants en 2002.

## Histoire
Le village s'est formé au fur et à mesure de la construction de la ligne de chemin de fer Saint-Pétersbourg-Pskov-Varsovie.

## Transport
Alexandrovskaïa est reliée à Saint-Pétersbourg par la ligne d'autobus 155, et à Pouchkine (Tsarskoïe Selo) par la ligne 378.